# 廷巴克图 (电影)
《廷巴克图》是一部2014年法国和毛里塔尼亚合拍的剧情片，毛里塔尼亚导演阿博德哈蒙·西塞科执导，在毛里塔尼亚东南部的城镇瓦拉塔取景拍摄。入选2014年戛纳电影节主竞赛单元并赢得“基督教评审团奖”和François Chalais奖。获得第87届奥斯卡金像奖最佳外语片提名。赢得第40屆凱薩獎最佳影片、最佳导演、最佳原创剧本、最佳摄影、最佳音乐、最佳剪辑、最佳音效七个奖项。

## 剧情
讲述伊斯兰极端组织伊斯兰卫士占领马里廷巴克圖后实施伊斯兰律法的状况。部分故事受到2012年阿蓋洛克的一对未婚夫妇被公开用石头砸死的影响。
影片讲述了几个故事：一个牧牛为生三口之家的丈夫因自家的一头牛在河里被另一人杀死，引起他与对方的肢体冲突，意外导致对方死亡，最后他被武装分子判处死刑；有几个年轻人因为在室内演奏音乐唱歌而受到鞭刑之处罚；一名武装分子因求婚不被对方母亲同意就抢走了他所求婚的对象；一对年轻男女受到石刑之惩罚。

## 角色
- Ibrahim Ahmed dit Pino - Kidane
- Toulou Kiki - Satima，Kidane之妻
- Layla Walet Mohamed - Toya，Kidane与Satima的女儿
- Mehdi Ag Mohamed - Issan
- Kettly Noel - Zabou
- Abel Jafri - Abdelkerim
- Hichem Yacoubi
- Pino Desperado
- Fatoumata Diawara - La Chanteuse
- Omar Haidara - Amadou
- Damien Ndjie - Abu Jaafar

## 评价
烂番茄新鲜度98%，在Metacritic上获得90分的好评。
《综艺》杂志的 Jay Weissberg 称其为大师之作。

## 外部連結
- AllMovie上的资料（英文）
- 爛番茄上的資料（英文）
- Box Office Mojo上的資料（英文）
- TCM电影资料库上的资料（英文）
- Metacritic上的資料（英文）
- 互联网电影数据库（IMDb）上的资料（英文）
- 開眼電影網上《在地圖結束的地方》的資料（繁體中文）
- 豆瓣电影上《廷巴克图》的資料 （简体中文）
- 时光网上《廷巴克图》的資料（简体中文）